# Ghercești
Ghercesti là một xã thuộc hạt Dolj, România. Dân số thời điểm năm 2002 là 1630 người.